# 三好市立三縄小学校
三好市立三縄小学校（みよししりつ みなわしょうがっこう）は、徳島県三好市池田町中西イバにある公立小学校。

## 基礎データ
全校生徒数
- 47人（平成26年度）[1]

## 沿革
- 1874年 - 三縄村立中西尋常小学校を創設。
- 1911年 - 三好郡三縄村立三縄尋常高等小学校と改称。
- 1926年 - 三縄村立三縄尋常高等小学校と改称。
- 1932年 - 三好郡三縄尋常高等小学校と改称。
- 1941年 - 三縄村三縄国民学校と改称。
- 1947年 - 三縄村三縄小学校と改称。
- 1959年 - 池田町三縄小学校と改称。
- 2006年 - 町村合併のため三好市立三縄小学校となる。

## 校訓
- 強く
- 正しく

## 通学区域が隣接している学校
- 三好市立白地小学校
- 三好市立池田小学校
- 三好市立西井川小学校
- 三好市立辻小学校
- 三好市立山城小学校
- 三好市立檪生小学校と隣接しているかは不明。